# 묘지 (문서)
묘지(墓誌)는 죽은 사람의 생애와 가족 관계 등을 기록하여 무덤에 함께 넣은 유물이다. 석관에 기록하거나, 따로 기록한 돌을 넣었으며, 도자기로 만들기도 했다. 

## 같이 보기
- 분청사기 마흥목처 신반진씨 지석